# Estación de Grañena
Grañena fue una estación de ferrocarril situada en el municipio español de Jaén, aunque toma su nombre de la cercana aldea de Grañena. En la actualidad sus instalaciones encuentran semi-desmanteladas y carecen de servicios de pasajeros.

## Historia
La estación fue abierta al tráfico el 18 de agosto de 1881 con la puesta en marcha del tramo Espeluy-Jaén de la línea que pretendía unir Puente Genil con Linares. Las obras corrieron a cargo de la Compañía de los Ferrocarriles Andaluces, que en 1893 inauguraría el trazado en su totalidad. En el momento de su inauguración las instalaciones tenían la categoría de apartadero ferroviario, por lo que disponía de una vía de sobrepaso y otra de apartadero. Grañena estaba más enfocada al tráfico de mercancías, principalmente a la carga de minerales de hierro, por su cercanía a muchas minas de óxido de hierro.
En 1936, durante la Segunda República, «Andaluces» fue incautada por el Estado debido a sus problemas económicos, y asignada la gestión de sus infraestructuras a la Compañía Nacional de los Ferrocarriles del Oeste. En 1941, tras la nacionalización de los ferrocarriles de ancho ibérico, las instalaciones pasaron a formar parte de la recién creada RENFE.
En 1943 la compañía inglesa The Iron Mines Prospecting and Development Syndicate Limited  recibió la autorización para recepcionar y enviar todo tipo de mercancías en el apartadero de Grañena.
Desde enero de 2005 el ente Adif se convirtió en el titular de las instalaciones ferroviarias. Para entonces Grañena formaba parte de la línea Espeluy-Jaén, tras la clausura en 1984 del trazado entre Jaén y Campo Real. En 2020 entró en servicio la nueva variante de Grañena, tras lo cual las vías fueron levantadas y la histórica estación fue desconectada de la red.